# Родимый Листокъ
«Родимый Листокъ» — літературно-науковий двотижневик, виходив у Чернівцях у 1879—1882.
Видавець і редактор — Микола Огоновський.
В «Родимому Листку» поряд москвофілів, що писали язичієм, друкувалися твори народовців (з елементами фонетичного правопису).
З «Родимым Листком» співпрацювали: Я. Головацький, М. Устиянович, І. Онишкевич, І. Воробкевич, В.Залозецький, Г. Купчанко, О. Попович, Ю. Федькович, В. Шашкевич та ін.